# Agriocoris
Agriocoris is een geslacht van wantsen uit de familie van de Reduviidae (Roofwantsen). Het geslacht werd voor het eerst wetenschappelijk beschreven door Carl Stål in 1866.

## Soorten
Het genus is monotypisch en bevat alleen de volgende soort:

- Agriocoris flavipes (Fabricius, 1803)